# NGC 3154
NGC 3154 é uma galáxia espiral (Sb) localizada na direcção da constelação de Leo. Possui uma declinação de +17° 02' 04" e uma ascensão recta de 10 horas, 13 minutos e 01,1 segundos.
A galáxia NGC 3154 foi descoberta em 12 de Março de 1880 por Édouard Jean-Marie Stephan.